# Eunidia duplicata
Eunidia duplicata là một loài bọ cánh cứng trong họ Cerambycidae.